# Mula alma
«Mula alma» es un tema instrumental compuesto por el músico argentino Juan Carlos "Mono" Fontana e interpretada por la banda Spinetta Jade, que se encuentra en el álbum Madre en años luz de 1984, cuarto y último álbum de la banda y 18º en el que tiene participación decisiva Luis Alberto Spinetta.
En este álbum Spinetta Jade estaba integrada por César Franov (bajo), Juan Carlos "Mono" Fontana (Yamaha Grand - Yamaha DX7, Oberheim OBX-8, Moog The Source), Lito Epumer (guitarra) y Luis Alberto Spinetta: guitarra y voces. Héctor "Pomo" Lorenzo, integraba por entonces la banda, pero en el álbum solo participa del tema "Diganlé". En "Mula alma" la percusión la realiza Osvaldo Fattoruso.

## Contexto
El tema es la octava pista (tercera del lado B) del último de los cuatro álbumes de la banda Spinetta Jade, Madre en años luz, con importantes cambios en su integración respecto del álbum anterior, Bajo Belgrano (1983). Fundamentalmente, la salida de Leo Sujatovich (teclados) y la entrada de Mono Fontana (teclados) y Lito Epumer (guitarra), especialmente Fontana que acompañó desde entonces a Spinetta muchos años e influyó sustancialmente en su sonido. El álbum se realizó también con una "máquina de ritmos" (Oberheim DMX), por primera vez en la carrera de Spinetta. En "Mula Alma", la percusión la realiza Osvaldo Fattoruso.
Madre en años luz fue un álbum bisagra, que cerró la etapa jazzera de Spinetta, para abrir una etapa de nuevos sonidos, calificados como más "ochentosos", más pop y más tecno.

## El tema

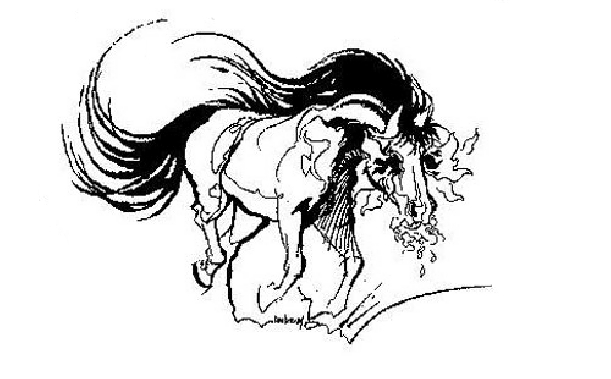
Mulánima o alma mula.

El tema se refiere a una creencia del norte argentino, especialmente de Santiago del Estero, la almamula, mula alma o mulánima, que es una mujer condenada por haber sido infiel que por las noche se transforma en mulánima, un ser terrible con forma de mula que arrastra una cadena, echa fuego por la boca y los ojos, grita con relinchos parecidos al llanto de una mujer y mata a quien quiera que se cruce en el camino.
La música está compuesta en ritmo de chacarera, ritmo de origen folklórico correspondiente a la región en la que está difundida la creencia de la mulánima. El tema y su inclusión en el álbum muestra tanto el interés de Fontana por la música de proyección folklórica, como el de Spinetta en el mismo sentido, que ya había compuesto temas inspirados en los ritmos folklóricos, como es el caso de "Barro tal vez" (incluido en Kamikaze) o "Nueva luna (mundo arjo)", tema no incluido en ningún álbum de Spinetta en vida, pero que interpretó varias veces en público, aunque fue incluido póstumamente en Ya no mires atrás.

## Spinetta y Fattoruso
Spinetta tenía una enorme admiración por Hugo Fattoruso a quién llegó a ubicar entre sus influencias, junto a Los Beatles. En 2002 Spinetta escribió en La Nación un artículo titulado "Apuntes sobre la creatividad del Fatto", exclusivamente dedicado a elogiar a Fattoruso y a Los Shakers y detallar la enorme influencia que ejerció sobre él:

Este duende ha sido capaz de marcar, antes que nadie, el camino hacia la fusión de la tonada beat con el jazz, la bossa, el candombe,en una progresión interminable hacia las esferas... 

Entre todos los discos de la era Beatle, entre los mejores de todos todos, para mí figura un título. Es un tema de Los Shakers, es un título sorprendente: "Espero que les guste 042". Recuerdo que lo fui a escuchar a una cabina de la casa Frávega, en Cabildo y Mendoza, a la salida del colegio. Era un disco de vinilo simple, un single. Yo lo escuché entero, cuando terminó empecé a temblar, me puse rojo de la emoción, los auriculares se quedaron pegados a mi cabeza. Me solté la corbata, salí abruptamente de la cabina, devolví el disco que, obviamente, no podía comprar, y me fui casi corriendo hasta Arribeños. La conmoción de haber sentido todo eso, de tener la mínima conciencia de lo que significaba, era saber, casi en secreto, que había escuchado la música perfecta, algo mejor y más moderno que los Beatles.

Ese hecho marcó mi vida para siempre.Es el legado de la imaginación. Mis recuerdos son muy patentes. Esa misma noche estaba enfermizamente intentando componer algo nuevo con mi criolla, aún aturdido por las visiones de todas esas posibilidades, guiado por el instinto y la "cercanía" de un hermano, un genio uruguayo: Hugo Fattoruso
Luis Alberto Spinetta